# Pot d'échappement
Ne doit pas être confondu avec Pot catalytique.

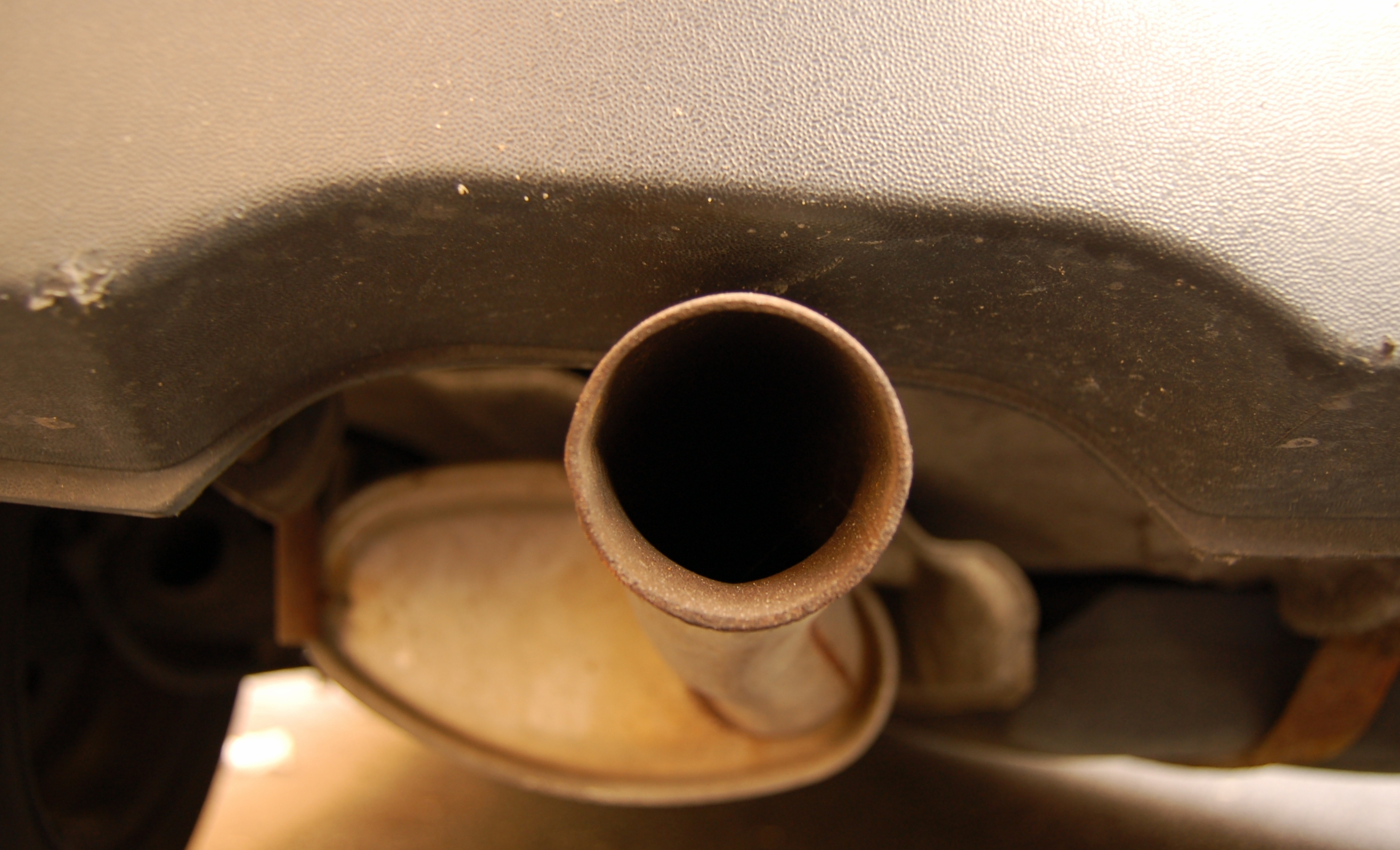
Sortie de pot d'échappement.

Le pot d'échappement, ou silencieux au Canada, est un des organes d'un véhicule propulsé par un moteur à combustion interne, qui sert à évacuer les gaz de combustion de celui-ci vers l'extérieur. Il est constitué d'un ensemble d'éléments collectant les gaz d'échappement en sortie des cylindres et les évacuant après les avoir canalisés, stabilisé la pression de sortie des cylindres, atténué le bruit de l'échappement.
Certains pots dits catalytiques font passer les gaz d'échappement au travers d'une matrice poreuse recouverte de microparticules de catalyseurs (métaux du groupe du platine) qui complètent les effets d'un éventuel filtre à particules pour diminuer les émissions polluantes des véhicules.
Un moteur multi-cylindres peut disposer de plusieurs pots d'échappement (ce qui n'améliore pas nécessairement les performances), parfois uniquement dans un but esthétique et parfois trompeur (par exemple trois tubulures pour un monocylindre).

## Fonction

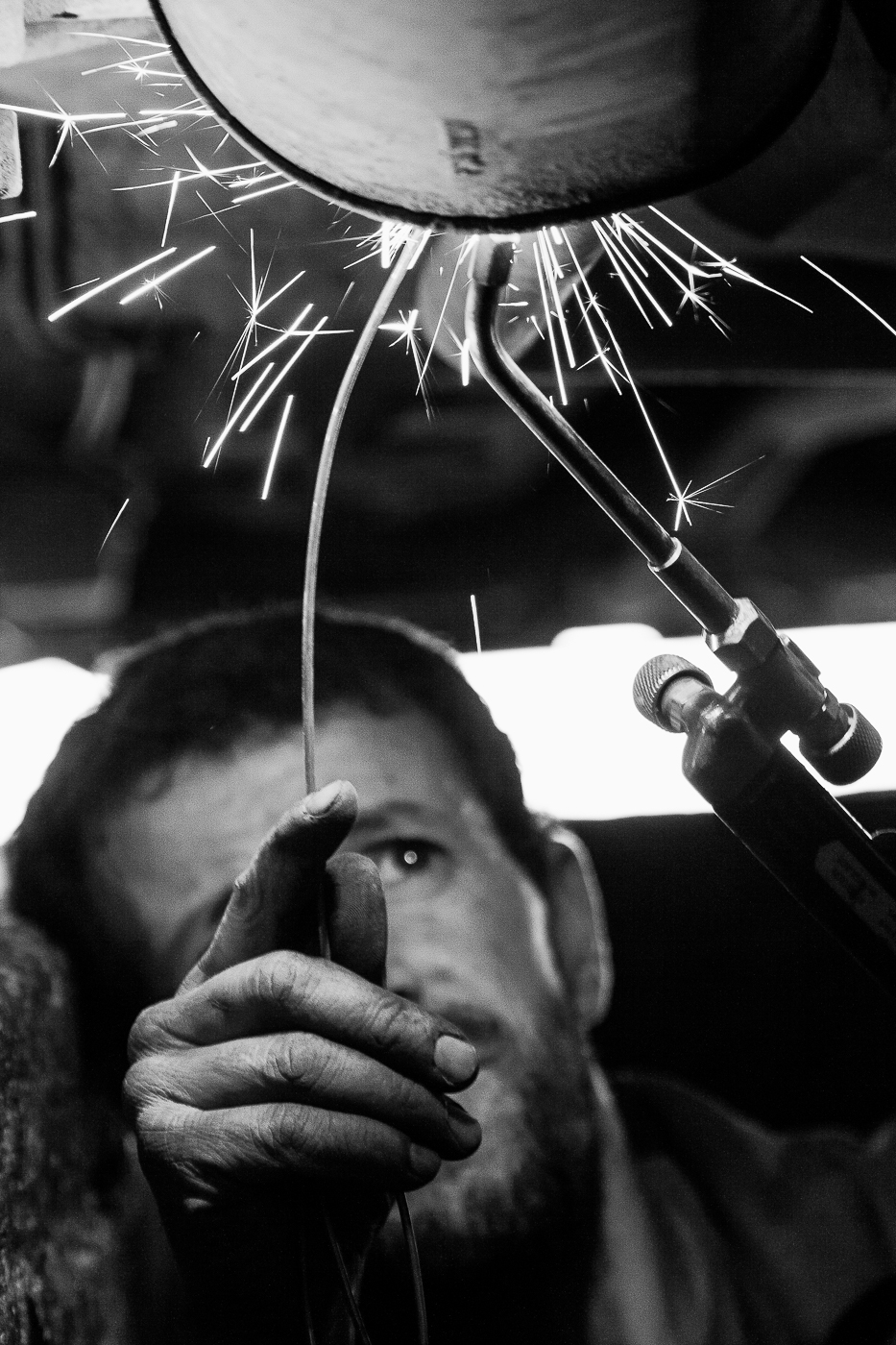
Réparation d'un pot d'échappement (Algérie).

Le pot d'échappement sert d'abord à stabiliser la pression à la sortie du bloc moteur, à atténuer le bruit lié à la combustion et à évacuer les gaz de combustion le plus loin possible de l'admission du moteur,.
En raison de la toxicité des divers gaz rejetés par le moteur, qui représentent un danger pour les opérateurs, les lignes d'échappement débouchent souvent à l'arrière des véhicules, ou sont situées en hauteur sur les motorisations fixes et sorties à l’extérieur. Il sert à réduire le bruit et la pollution des gaz générés par le moteur.

## Description
Le pot d'échappement se compose de plusieurs éléments :
un pot de détentepermettant de stabiliser la pression en sortie du moteur ;
un silencieuxpermettant de réduire le bruit perçu à l’extérieur du véhicule sauf en cas de gaz imbrulés en sortie de moteur et de combustion dans le système échappement, avec potentiellement des flammes en sortie de la tubulure d’échappement ;
un système d'épuration des rejets toxiquespermettant de réduire les émissions polluantes, par catalyse et⁄ou filtration.

## Rôle
Le pot d'échappement participe au fonctionnement du moteur :
trop librele moteur augmente sa puissance (le cylindre se vide mieux après chaque combustion, mais pas aussi bien qu'avec un pot accordé), mais chauffe davantage, fait plus de bruit et consomme plus ;
bien accordéil optimise les performances du moteur (essentiellement sur un régime moteur particulier) ;
trop étoufféle moteur manque de puissance et ne fonctionne pas de manière optimale ;
sur les moteurs à deux temps, le pot de détente permet d'améliorer le remplissage et la compression dans chaque cylindre aussi bien que l'extraction des gaz d'échappement.

## Réglementation
Depuis la fin des années 1990, un nombre croissant de pays ont rendu obligatoire le pot catalytique pour les véhicules neufs essence ou diesel. Leur performance est indiscutable pour certains polluants, moindre ou nulle pour d'autres. Les moteurs Diesel sont de plus en plus équipés d'un filtre à particules qui ont pour effet de fractionner les grosses particules sans nécessairement réduire la nocivité des particules rejetées.

## Nombre
Souvent, les motos ont une sortie d'échappement par cylindre, bien que techniquement on ait plutôt intérêt à regrouper les échappements de plusieurs cylindres à un collecteur d'échappement pour diverses raisons incluant : bruit plus « lisse » et meilleur rendement du moteur (le temps d'échappement ne représente qu'environ 1⁄4 du temps total pour un cylindre et, que les bouffées de gaz d'échappement s'intercalent d'une manière harmonieuse lorsqu'on relie plusieurs échappements), coût, poids et encombrement.
Malgré les avantages des échappements reliés, les services de marketing ont souvent imposé des échappements multiples lorsqu'ils sont visibles, comme sur les motocyclettes. On a ainsi vu les Honda CB 750 Four et Kawasaki 900 Z1 être équipées de quatre pots apparemment indépendants pour bien montrer l'existence de quatre cylindres, alors que des raccords discrets reliaient les silencieux deux à deux. Par la suite, les motos à quatre échappements étant devenues banales, la mode fut d'utiliser des « 4 en 1 ».
Dans le cas de technologie multisoupape, un moteur peut avoir plusieurs échappements par cylindre. C'était très répandu entre les deux guerres, où les modèles de motos monocylindres à deux échappements ne se comptent pas. La plupart du temps, la justification était uniquement esthétique. Certains modèles (Peugeot 125, par exemple) avaient même un échappement unique à la sortie du cylindre, dédoublé un peu plus loin. Dans d'autres cas (moteurs à deux soupapes d'échappement), il est intéressant d'avoir des conduits indépendants pour les deux soupapes (meilleur refroidissement).
Pour la période récente, un moteur comme le 250 monocylindre Honda était équipé de deux sorties qui, dans le cas du modèle tout-terrain, se rejoignaient rapidement, formant un deux-en-un, tandis que le modèle routier était pourvu de deux échappements entièrement indépendants.
Le dessin des échappements témoigne d'une imagination sans limite de la part des concepteurs :
- la Triumph Trident avait un trois-en-deux (le tube central se divisait en deux, et chaque moitié rejoignait un des échappements latéraux) ;
- la Suzuki 750 GT avait un trois-en-quatre (le pot central se divisait en deux).

Les modèles à turbocompresseur ont généralement tous leurs échappements regroupés afin de n'avoir à utiliser qu'un seul turbo. Les modèles haut de gamme à grand nombre de cylindres peuvent avoir plusieurs échappements indépendants avec autant de turbocompresseurs.
Sur les moteurs à deux temps, le pot d'échappement fait partie intégrante du fonctionnement du cylindre, ce qui impose des échappements entièrement séparés.

Différents types d’échappement
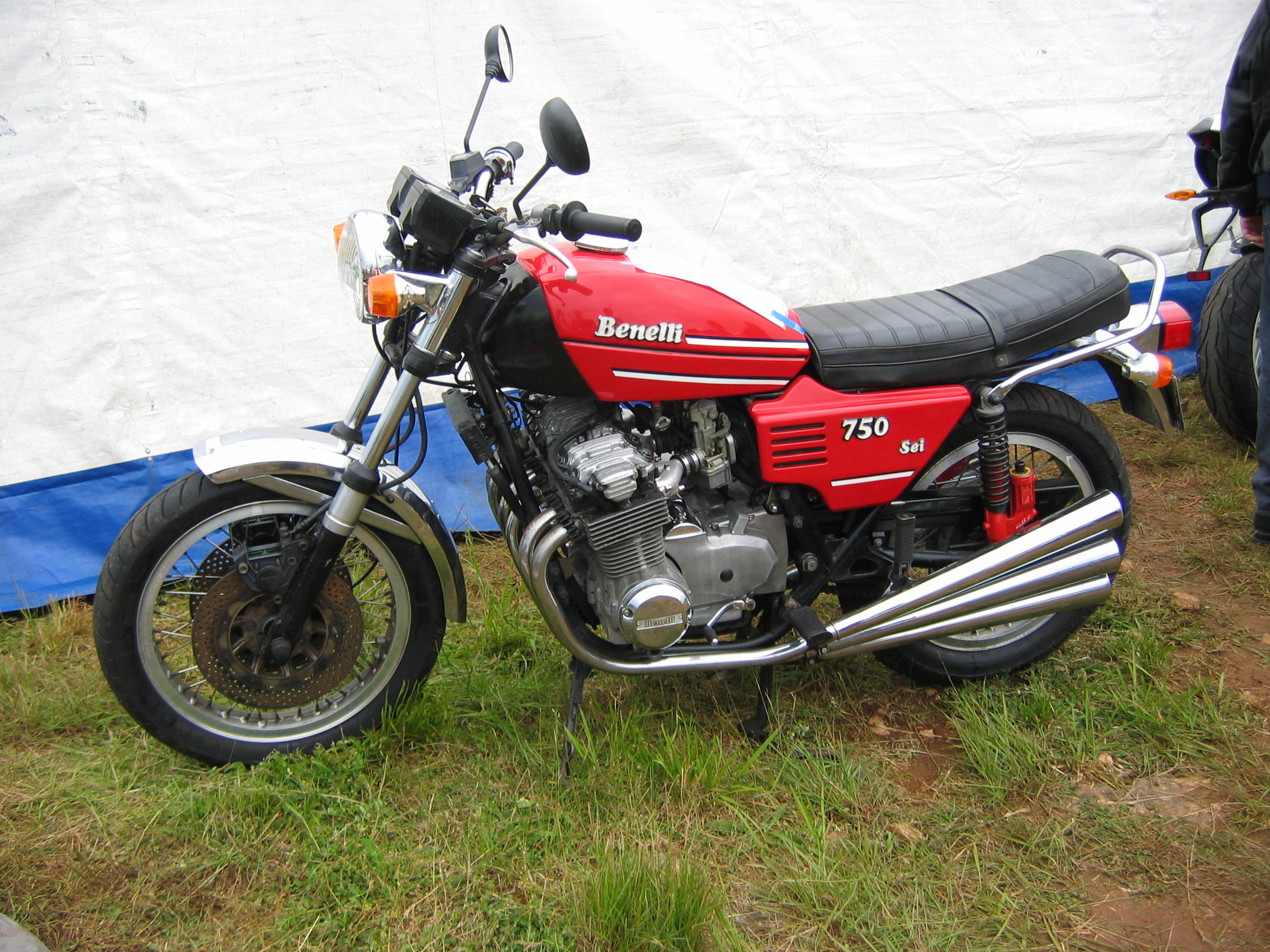
Six cylindres, six échappements (Benelli 750 sei).
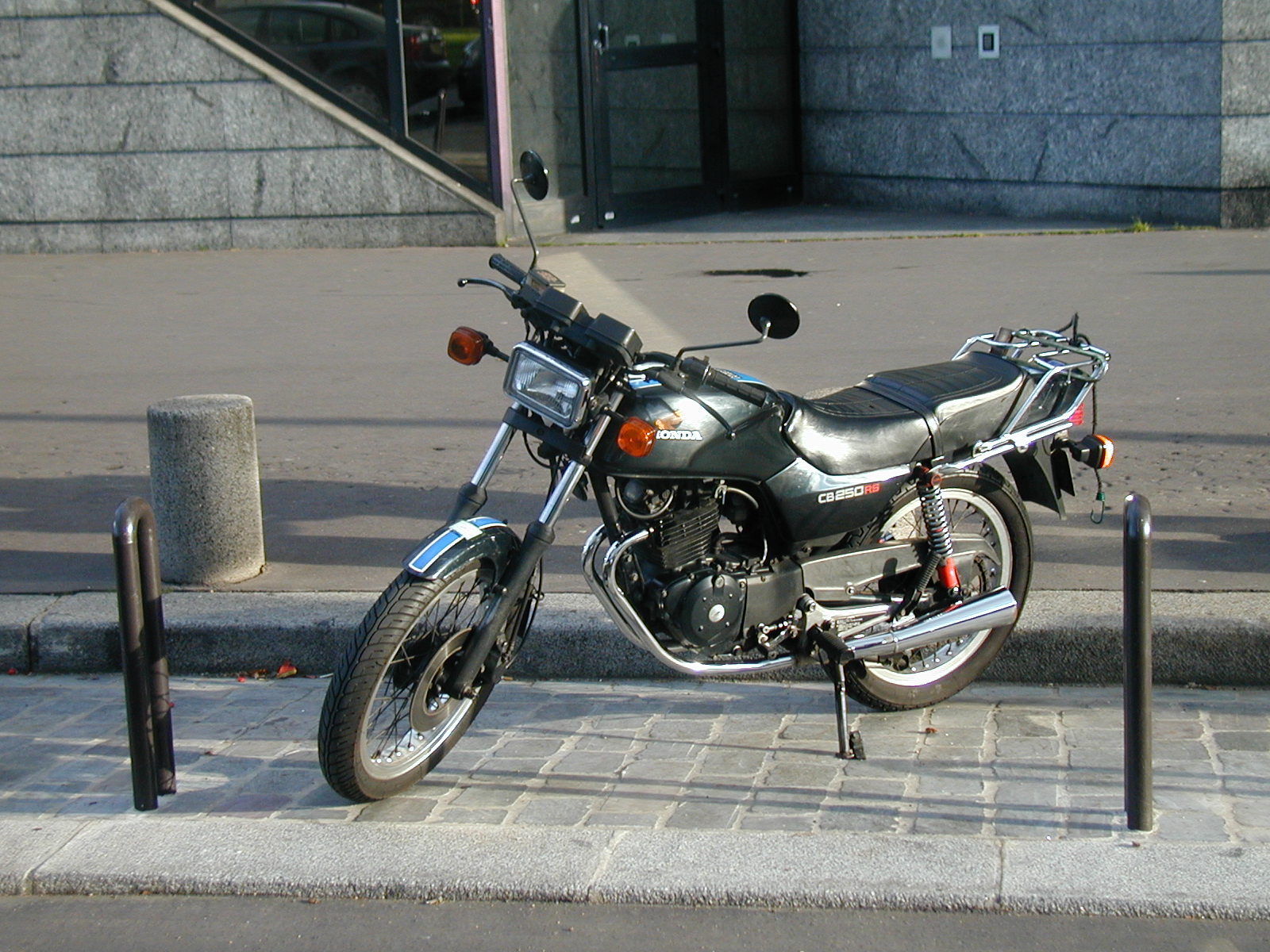
Un cylindre, deux échappements (Honda 250).
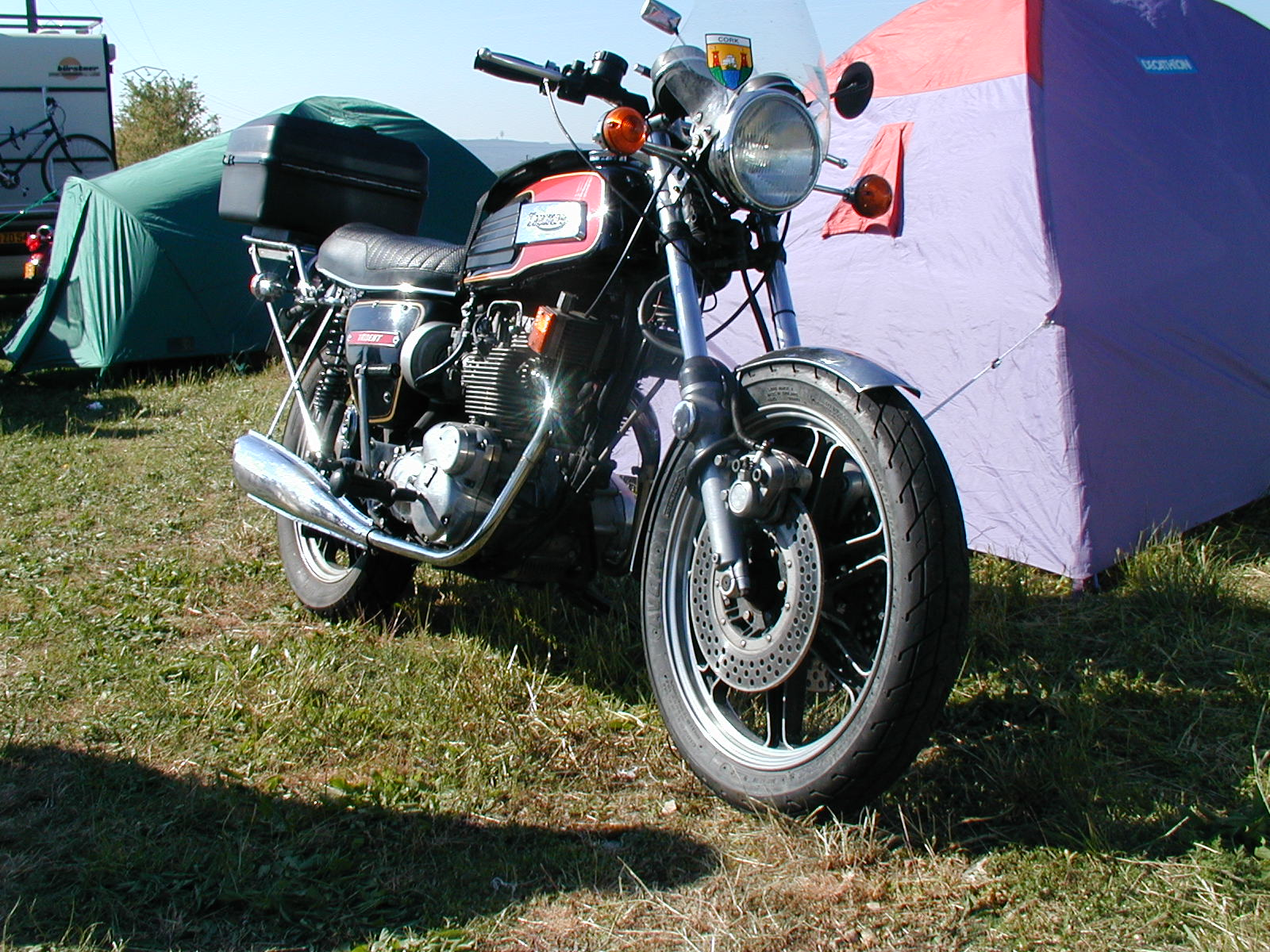
Trois cylindres, deux échappements (Triumph Trident).

## Environnement

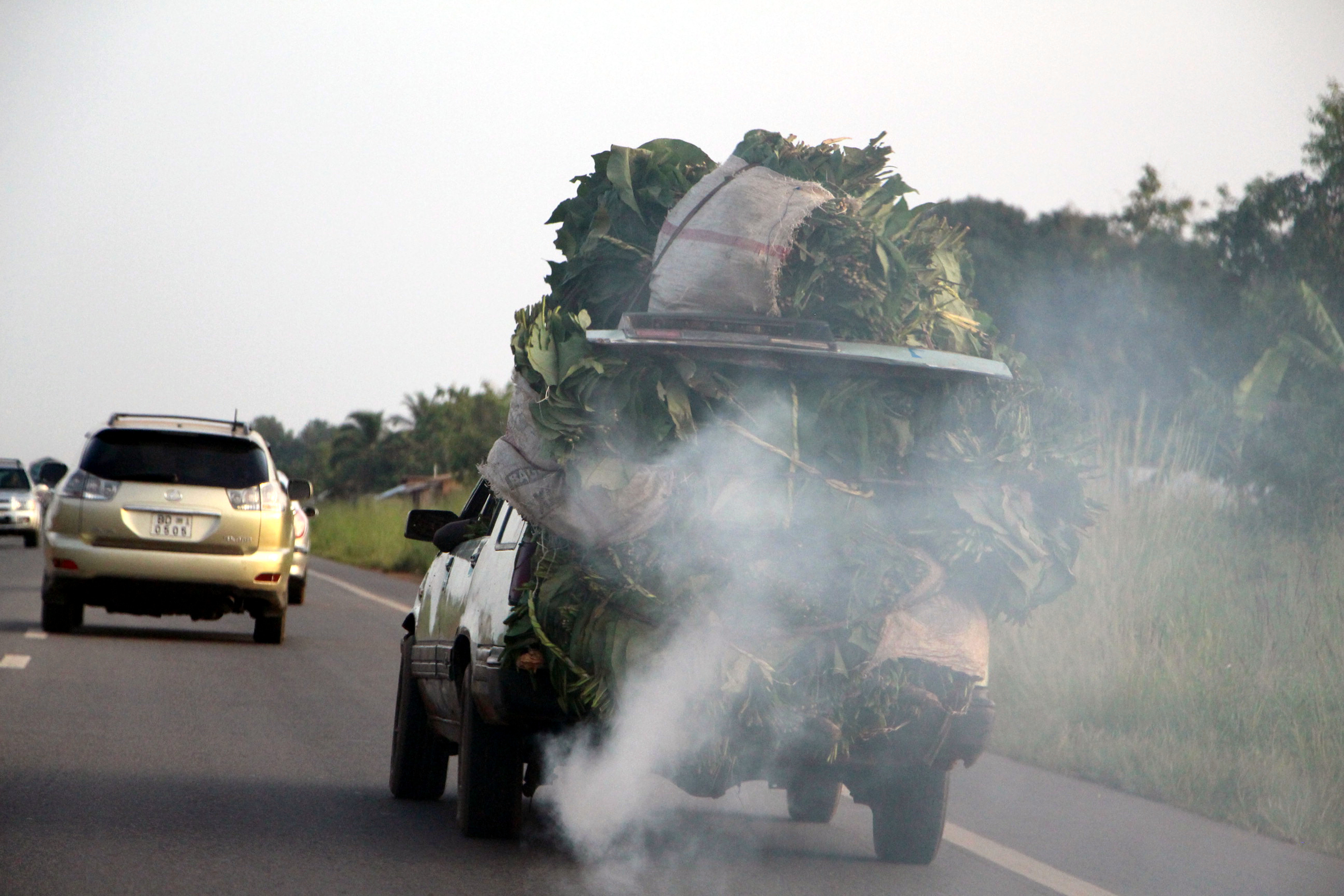
Véhicule polluant au Bénin.

Paradoxalement, les pots d'échappement, qui réduisent le bruit et certains polluants (dans le cas des pots catalytiques), peuvent aussi perdre une partie des éléments qu'ils utilisent, et entre autres des métaux lourds du groupe du platine très nocifs, susceptibles de développer à long terme des impacts environnementaux et également sur la santé.
Les gaz échappement de moteur diesel sont depuis 2012  classés cancérigènes (cancérogènes  pour  l’homme ; Groupe 1) par le Centre international de  Recherche  sur  le  Cancer  (CIRC) et l'OMS, décision prise après une semaine de réunion de consensus par des spécialistes internationaux, "sur la base d’indications suffisantes prouvant qu’une telle exposition est associée à un risque accru de cancer du poumon". Depuis 1988, ces gaz avaient été classés  "probablement cancérogènes  pour  l’homme"  (Groupe 2A).